# Jarosław Trzcieński
Jarosław (Hieronim) Trzcieński herbu Rawicz – łowczy rawski.
Poseł ziemi rawskiej na sejm 1540 roku, poseł województwa rawskiego na sejm piotrkowski 1562/1563 roku, poseł ziemi sochaczewskiej na sejm 1567 roku.